# Встретимся в метро
«Встре́тимся в метро́» — советский двухсерийный цветной художественный фильм, поставленный на Киностудии «Ленфильм» в 1985 году режиссёром Виктором Соколовым, повествующий о первых строителях ленинградского метро.

## Сюжет
Летом 1941 года в Ленинград прибыла группа московских метростроевцев, чтобы начать работы по строительству подземки. В связи с началом Великой Отечественной войны им пришлось переквалифицироваться и в тяжелейших условиях протягивать «Дорогу жизни» и строить оборонительные сооружения в окрестностях блокадного города. Пережившие блокаду Ленинграда строители завершают начатую перед войной работу и в 1955 году сдают первую очередь ленинградского метрополитена.

## В фильме снимались
- Пётр Вельяминов — начальник «Ленметростроя» Андрей Иванович Зарубин
- Лилита Озолиня — Наташа
- Николай Иванов — Костя, главный инженер
- Лариса Гузеева — Лёля
- Елена Попова — Зоя
- Людмила Полякова — Ангелина, проходчица в метро
- Виктор Шульгин — Иван Сергеевич, парторг
- Анжелика Неволина — Лика
- Александр Малныкин — Саша
- Маша Загаинова — Аня, дочь Наташи

- Метростроевцы:
- Н. Батова
- Виктор Васин
- Валерий Виленский
- Юрий Гамзин
- Владимир Горьков
- А. Завадская
- Наталья Кондратюк
- Татьяна Кожевникова — Таня
- Елена Малиновская
- Татьяна Мчедлидзе
- Галина Михайлова
- Людмила Молокова
- Юрий Прокофьев
- Владимир Сидоров
- Л. Семенова
- Ильяс Хасанов
- Валентин Чайка
- Татьяна Шаркова
- Наталья Кондратюк

## В эпизодах
- Елизавета Акуличева — Серафима Николаевна
- Виктор Гоголев — эпизод
- Анатолий Горин — помощник машиниста
- Андрей Данилов — эпизод
- Василий Корзун — эпизод
- Степан Крылов — пожарный
- Ирина Мазуркевич — Шурочка, подруга Наташи
- Владимир Никонов — эпизод
- Эрнст Романов — мародёр, выдающий себя за врача
- Алексей Рессер — Семён Яковлевич
- Виктор Старостин — эпизод
- Ирина Терешенкова — Серафима Николаевна, секретарша
- Владимир Труханов
- Иосиф Ханзель — парикмахер
- Б. Чумаков — эпизод
- Евгений Такуев — мальчик (в титрах не указан)
- Кристиан Ратевосян — мальчик (в титрах не указан)

Прототипом главного героя Андрея Ивановича Зарубина был специалист в области транспортного строительства Иван Георгиевич Зубков. Но, в отличие от экранного Зарубина, выжившего и построившего метро, Зубков погиб в конце войны.

## Съёмочная группа
- Авторы сценария — Виктор Соколов, Альбина Шульгина
- Постановка — Виктора Соколова
- Оператор-постановщик — Владимир Дьяконов
- Художник-постановщик — Лариса Шилова
- Художник по костюмам — Валентина Жук
- Композитор — Андрей Петров
- Текст песни — Альбины Шульгиной

В фильме звучит песня композитора Андрея Петрова на стихи Альбины Шульгиной.